# Naruto: Shippuden (sezonul 4)
Naruto: Shippuden – Sezonul 4: Devastatorii Nemuritori - Hidan și Kakuzu (2008)
Episoadele din sezonul patru al seriei anime Naruto: Shippuden se bazează pe partea a doua a seriei manga Naruto de Masashi Kishimoto. Sezonul patru din Naruto: Shippuden, serie de anime, este regizat de Hayato Date și produs de Studioul Pierrot și TV Tokyo și a început să fie difuzat pe data de 21 august 2008 la TV Tokyo și s-a încheiat la data de 11 decembrie 2008.
Episoadele din sezonul patru al seriei anime Naruto: Shippuden fac referire la revenirea organizației criminale Akatsuki care caută bestile cu cozi și întâlnirea lor cu ninja din Satul Frunzei.

## Lista episoadelor
| Nr. Ep. Original | Nr. Ep. Serie | Nr. Ep. Sezon | Titlu                                              | Apariție           |
| ---------------- | ------------- | ------------- | -------------------------------------------------- | ------------------ |
| 292              | 72            | 1             | Amenințarea ce se apropie                          | 21 august 2008     |
| 293              | 73            | 2             | Invazia Akatsuki                                   | 28 august 2008     |
| 294              | 74            | 3             | Sub cerul înstelat                                 | 4 septembrie 2008  |
| 295              | 75            | 4             | Rugăciunea bătrânului călugăr                      | 11 septembrie 2008 |
| 296              | 76            | 5             | Următorul pas                                      | 25 septembrie 2008 |
| 297              | 77            | 6             | Cabraj de argint                                   | 25 septembrie 2008 |
| 298              | 78            | 7             | Hotărârea                                          | 2 octombrie 2008   |
| 299              | 79            | 8             | Țipetele neexecutate                               | 2 octombrie 2008   |
| 300              | 80            | 9             | Ultimele cuvinte                                   | 16 octombrie 2008  |
| 301              | 81            | 10            | Vești triste                                       | 23 octombrie 2008  |
| 302              | 82            | 11            | Echipa 10                                          | 30 octombrie 2008  |
| 303              | 83            | 12            | Ținta: Blochează                                   | 6 noiembrie 2008   |
| 304              | 84            | 13            | Abilitățile lui Kakuzu                             | 13 noiembrie 2008  |
| 305              | 85            | 14            | Secret înspăimântător                              | 20 noiembrie 2008  |
| 306              | 86            | 15            | Geniul Shikamaru                                   | 4 decembrie 2008   |
| 307              | 87            | 16            | Când blestemi pe cineva, îți sapi propriul mormânt | 4 decembrie 2008   |
| 308              | 88            | 17            | Stilul vânt: Rasen shuriken!                       | 11 decembrie 2008  |